# ナゲケオ県
ナゲケオ県 (ナゲケオけん、Nagekeo) は、インドネシア、東ヌサ・トゥンガラ州、フローレス島にある県。2007年5月にンガダ県より分離した。ンガダ県とエンデ県の間にあり、県庁は、ンバイ　(Mbai)。Nangaroro, Boawae, Aesesa, Wolowae, Aesesa Selatan, MauponggoKeo Tengah の7つの郡より構成されている。